# 沃爾夫斯布龍米爾巴赫河
49°01′39″N 10°48′22″E / 49.02759°N 10.80618°E
沃爾夫斯布龍米爾巴赫河是德國的河流，位於該國東南部，由巴伐利亞負責管轄，屬於邁恩海姆米爾巴赫河的右支流，河道全長2.9公里，河口處在邁恩海姆。